# Colobaspis regalis
Colobaspis regalis es una especie de coleóptero de la familia Megalopodidae.

## Distribución geográfica
Habita en Yunnan (China).